# Grenztourismus

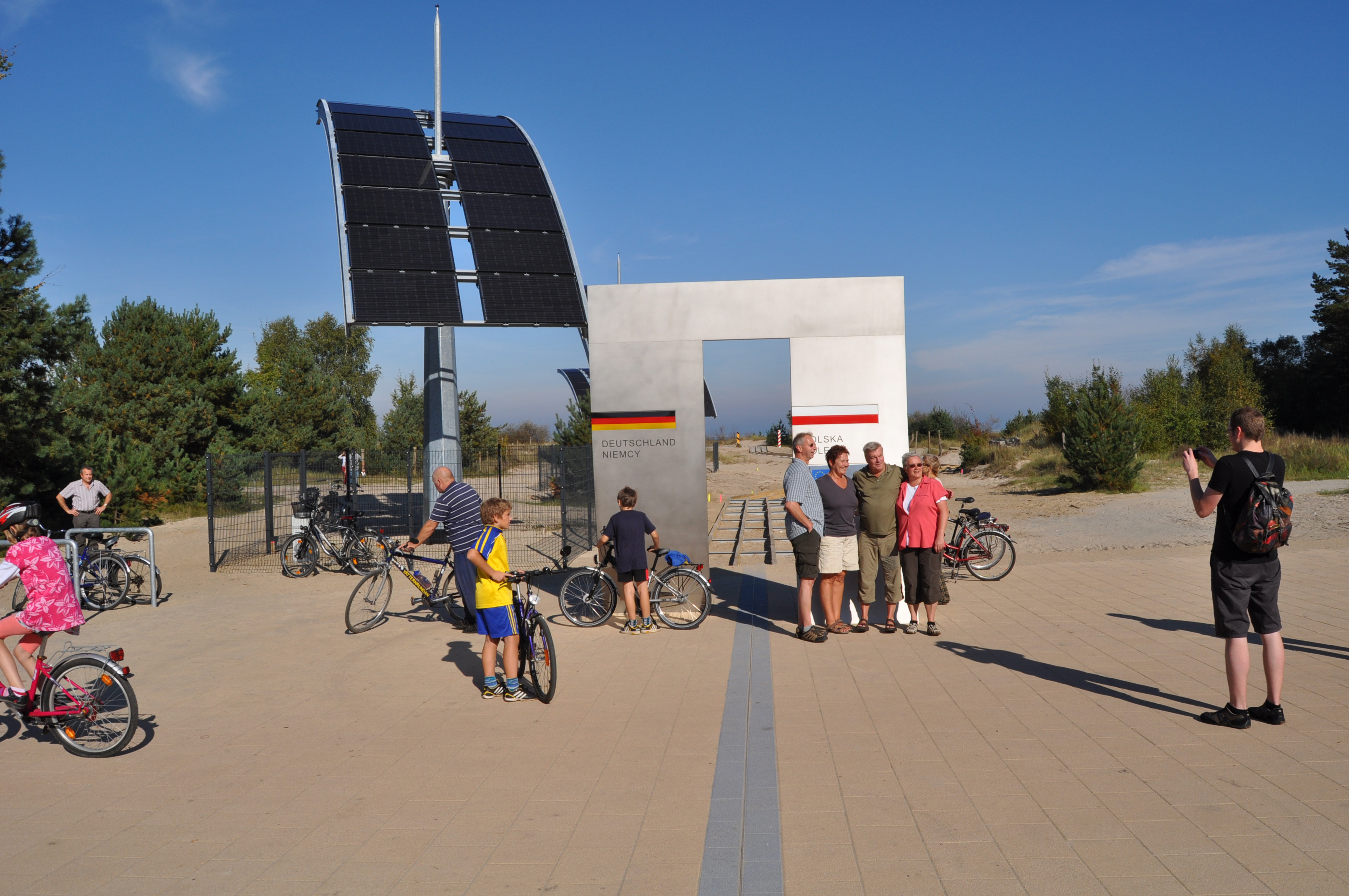
An der deutsch-polnischen Grenze zwischen Ahlbeck und Świnoujście (Swinemünde) auf der Insel Usedom gibt es einen regen Grenztourismus. Im Bild: die offene Europapromenade an der Ostsee.

Grenztourismus ist ganz allgemein das Reisen einer größeren Personenzahl über Landesgrenzen hinweg. Meistens wird der Begriff jedoch in einem anderen Kontext gebraucht, nämlich in dem Sinne, dass es gerade wegen der Grenze zu einem Tourismus dorthin kommt. Es wird dann auch von Einkaufstourismus gesprochen. Weitere Unterformen des Einkaufstourismus sind der Tanktourismus sowie das Cross-Border-Shopping. 

## Hintergrund
Grundlage des Einkaufstourismus ist der Preisunterschied von Gütern und Dienstleistungen, insbesondere Zigaretten, Benzin, Alkohol und verschreibungsfreie Medikamente, zwischen zwei benachbarten Ländern. Durch diese Tatsache wird ein Einkauf im günstigeren Ausland, besonders für Personen lukrativ, die in Grenznähe wohnen. Aufgrund der noch immer bestehenden deutlich unterschiedlichen Kaufkräfte zwischen westeuropäischen und osteuropäischen Ländern ist diese Tourismusart besonders an diesen Grenzen wie etwa zwischen Deutschland und Polen bzw. Tschechien oder zwischen Österreich und Slowenien ausgeprägt. Jedoch verminderten sich diese Unterschiede durch die rasant steigende Kaufkraft in diesen Ländern in den letzten Jahren. 
Auch zwischen westeuropäischen Staaten kann es aufgrund unterschiedlicher Steuersätze zu deutlichen Preisunterschieden auf Waren kommen, etwa bei Kaffee, welcher in den Niederlanden deutlich günstiger als in Deutschland ist, da es dort keine Kaffeesteuer gibt.

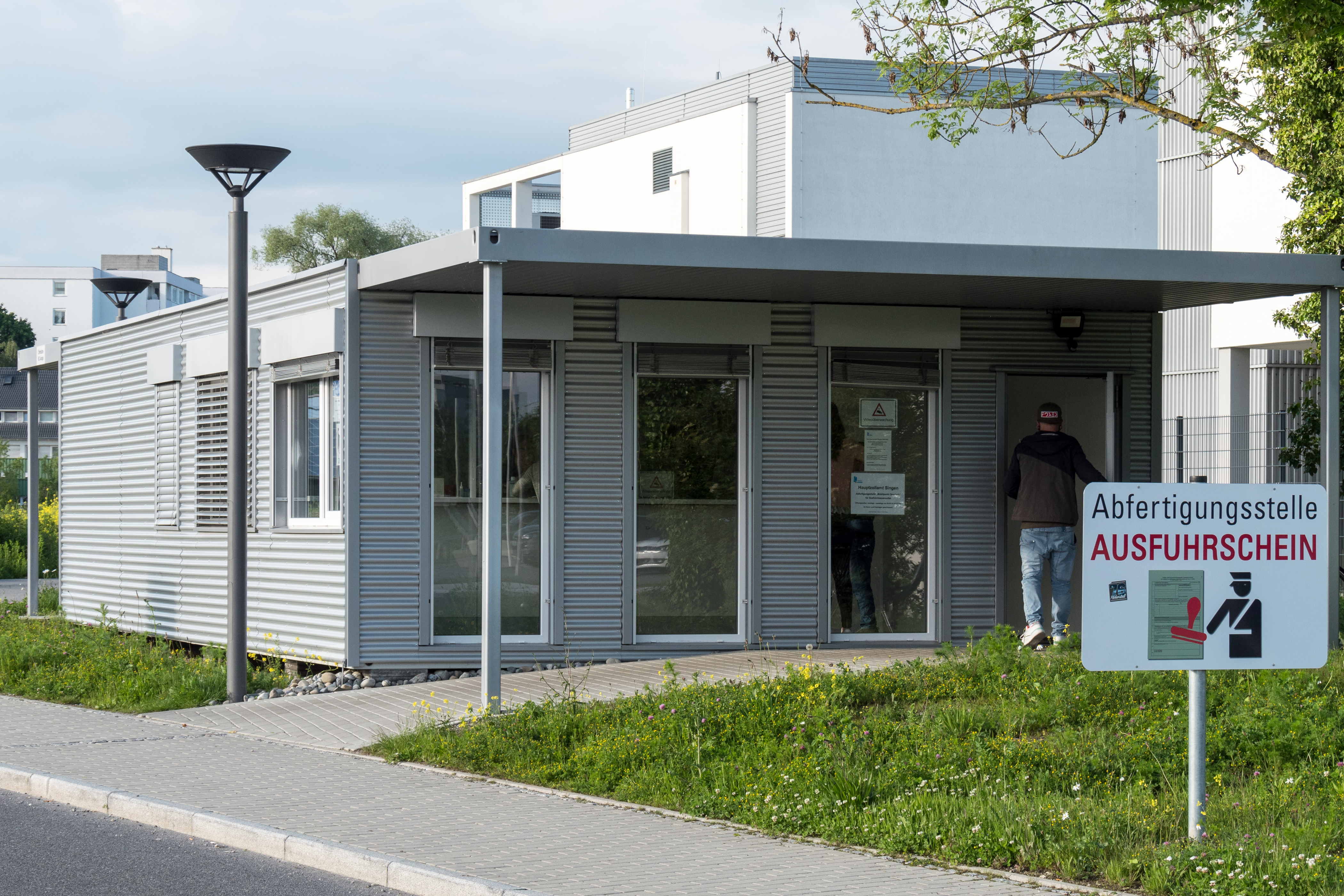
„Abfertigungsstelle Ausfuhrschein“ in Konstanz

 Auch kann ein von Discountern geprägter Einzelhandelsmarkt eines Landes zu deutlichen Preisunterschieden führen. So etwa zwischen Deutschland, dessen Einzelhandelsmarkt durch eine größere Anzahl an Discountern sehr umkämpft ist, und der Schweiz, auf deren Markt diese Firmen noch nicht in großem Umfang Fuß gefasst haben. Zudem können sich Einwohner der nicht der EU angehörenden Schweiz die deutsche Umsatzsteuer erstatten lassen („Ausfuhrschein“), wobei am 1. Januar 2020 eine Bagatellgrenze von 50 Euro pro Ausfuhrkassenzettel eingeführt wurde.
Teilweise kommt es auch zu Einkaufsbeziehungen in beide Richtungen: So existiert zwischen der Tschechischen Republik und Deutschland auch ein Einkaufstourismus nach Deutschland, etwa auf dem Elektronikmarkt, dessen Preisniveau in Tschechien deutlich höher als das in Deutschland liegt. Auch in der deutsch-polnischen Grenzstadt Görlitz/Zgorzelec ist beispielsweise zu beobachten, dass der ehemals einseitige Grenztourismus Richtung Polen sich mittlerweile zu einem wechselseitigen entwickelt hat: Während deutsche Kunden weiterhin billige Kraftstoffe, Zigaretten und z. T. Lebensmittel in Polen einkaufen, schätzen zahlreiche polnische Einkaufstouristen in Görlitz neben Sonderangeboten auch die größere Auswahl an hochwertigen Textilien.
Auch gesetzliche Regelungen oder die unterschiedliche Verfügbarkeit gewisser Produkte spielen im Grenztourismus eine Rolle. Gibt es zum Beispiel in Deutschland ein Pfand auf Einweggetränkebehälter von 25 Cent auf die meisten Dosen und Einwegflaschen, ist ein derartiges Pfand in Österreich nicht eingeführt worden, sodass Besucher von Festivals im Südosten Deutschlands oft in Österreich erhebliche Mengen Dosenbier kaufen, um sich nicht um die Entsorgung der Verpackung kümmern zu müssen.

## Folgen
Die grenznahen Gebiete zählen aus historischen Gründen im Regelfall zu den strukturschwächeren Gegenden. Zwar verbilligen sich für die Bewohner dieser Gebiete durch den Einkauf im Nachbarland teilweise die Güter des täglichen Lebens, jedoch fließt aus diesen Gegenden durch den Grenztourismus ein nicht unerheblicher Teil der Kaufkraft in das Nachbarland ab, was mit Einnahmeverlusten für die regionale Wirtschaft und, besonders im Falle des Tank- und Zigarettentourismus, auch mit erheblichen Steuerausfällen verbunden ist. Andererseits führt der Grenztourismus in den Zielländern dazu, dass dort in Grenznähe eine Infrastruktur entsteht, die rein dazu angelegt ist, die Bedürfnisse der Grenztouristen zu befriedigen, jedoch aufgrund ihrer reinen Ausrichtung auf diese Bedürfnisse keinen Mehrwert für die ansässige Bevölkerung bringt. 
Angesichts dieser offenkundigen Probleme wird im öffentlichen Diskurs häufig übersehen oder unterbewertet, dass der Grenztourismus auch förderliche Wirkungen entfaltet: Er eröffnet wirtschaftliche Perspektiven gerade in denjenigen Regionen, die ansonsten schwer benachteiligt und abgehängt sind. Er schafft eine Vielzahl grenzüberschreitender Kontakte, motiviert dadurch zum Erwerb von Sprachkenntnissen und trägt somit nicht unerheblich zur europäischen Integration bei.

## Grenzhandel
Zu Cross-Border-Shopping oder auch Grenzhandel führt das Preisgefälle zwischen benachbarten Ländern. Ein Beispiel ist das Entstehen zahlreicher Polenmärkte an der deutsch-polnischen Grenze nach 1989. Ein weiteres Beispiel ist die Stadt Flensburg. Flensburg liegt unmittelbar an der deutsch-dänischen Grenze und besitzt eine Brückenfunktion zum skandinavischen Raum. Das shoppingtouristische Potenzial der Stadt ist komplett auf die gewachsene industrielle Struktur und die in Deutschland verhältnismäßig niedrige Besteuerung von Spirituosen zurückzuführen. In den Grenzregionen, in denen Cross-Border-Shopping betrieben wird, sind Angebot und Nachfrage nicht nach den Wünschen der ortsansässigen Bevölkerung orientiert, sondern auf die Einkaufstouristen gerichtet. So werden in grenznahen Gebieten ganze Einkaufszentren errichtet, die sich auf Kunden aus den Nachbarländern spezialisiert haben. Hier werden die Kunden in ihrer Sprache beraten und Produkte aus ihrer Heimat zu deutschen Konditionen angeboten. So wird in den grenznahen Shoppingzentren in Flensburg und Umgebung Dänisch gesprochen, die deutschen Grenzhändler nennen ihre Verkaufsstätten „Scandinavian Park“ oder „Dansk Vinlager“, um deutlich zu machen, dass sie sich auf die dänischen Kunden spezialisiert haben. Einen nicht unerheblichen Effekt spielt auch die Befreiung vom deutschen Dosenpfand, welche von skandinavischen Käufern in Anspruch genommen werden kann, sofern sie das Produkt außerhalb Deutschlands konsumieren, also exportieren. Die Einführung eines Dosenpfandes im Grenzhandel war zum Jahr 2018 geplant, wurde aber bisher noch nicht umgesetzt.